# Temporada 2008 de World Series by Renault

## Calendario
| Circuito                     | Fecha            | Categorías |
| ---------------------------- | ---------------- | ---------- |
| Autodromo Nazionale Monza    | 26 de abril      | FR3.5      |
| Autodromo Nazionale Monza    | 27 de abril      | FR3.5      |
| Zolder                       | 21 de abril      | FR3.5      |
| Zolder                       | 22 de abril      | FR3.5      |
| Circuit de Spa-Francorchamps | 3 de mayo        | Todas      |
| Circuit de Spa-Francorchamps | 4 de mayo        | Todas      |
| Circuit de Monaco            | 25 de mayo       | FR3.5      |
| Silverstone                  | 7 de junio       | Todas      |
| Silverstone                  | 8 de junio       | Todas      |
| Hungaroring                  | 5 de julio       | Todas      |
| Hungaroring                  | 6 de julio       | Todas      |
| Nürburgring                  | 30 de agosto     | Todas      |
| Nürburgring                  | 31 de agosto     | Todas      |
| Circuito Bugatti             | 6 de septiembre  | Todas      |
| Circuito Bugatti             | 7 de septiembre  | Todas      |
| Autódromo do Estoril         | 27 de septiembre | Todas      |
| Autódromo do Estoril         | 28 de septiembre | Todas      |
| Circuit de Catalunya         | 18 de octubre    | Todas      |
| Circuit de Catalunya         | 19 de octubre    | Todas      |

## Campeonatos

### Fórmula Renault 3.5
| Pos. | Piloto              | Escudería          | Puntos |
| ---- | ------------------- | ------------------ | ------ |
| 1    | Giedo van der Garde | P1 Motorsport      | 137    |
| 2    | Julien Jousse       | Tech 1 Racing      | 106    |
| 3    | Fabio Carbone       | Ultimate Signature | 97     |
| 4    | Miguel Molina       | Prema Powerteam    | 79     |
| 5    | Mikhail Aleshin     | Carlin Motorsport  | 73     |

### Eurocopa de Fórmula Renault 2.0
| Pos. | Piloto            | Escudería        | Puntos |
| ---- | ----------------- | ---------------- | ------ |
| 1    | Valtteri Bottas   | Motopark Academy | 139    |
| 2    | Daniel Ricciardo  | SG Formula       | 136    |
| 3    | Andrea Caldarelli | SG Formula       | 123    |
| 4    | Roberto Merhi     | Epsilon Euskadi  | 108    |
| 5    | Tobias Hegewald   | Motopark Academy | 72     |

### Trofeo Eurocopa Mégane
| Pos. | Piloto              | Escudería             | Puntos |
| ---- | ------------------- | --------------------- | ------ |
| 1    | Michaël Rossi       | TDS Racing            | 170    |
| 2    | Maxime Martin       | Boutsen Energy Racing | 154    |
| 3    | Dimitri Enjalbert   | Tech 1 Racing         | 126    |
| 4    | Matthieu Cheruy     | Tech 1 Racing         | 84     |
| 5    | Sébastien Dhouailly | Team Lompech Sport    | 78     |